# Astegistes pilosus
Astegistes pilosus is een mijtensoort uit de familie van de Astegistidae. De wetenschappelijke naam van de soort is voor het eerst geldig gepubliceerd in 1841 door C.L. Koch.